# Naenia (gedicht)
Naenia is een strofisch gedicht uit 1902-1903 van P.C. Boutens (1870-1943), in boekvorm gedrukt in een zeer kleine oplage.

## Geschiedenis
Boutens schreef het gedicht, dat bestaat uit 52 strofen van zes regels, ter nagedachtenis aan een van zijn leerlingen op Instituut Noorthey te Voorschoten, waar hij klassieke talen doceerde van 1894 tot 1904. Op 12 juni 1900 stierf jhr. Willem van Tets (geboren in Constantinopel op 19 augustus 1885) op veertienjarige leeftijd aan hersenvliesontsteking. Volgens de directeur van de school, dr. J.W. Lely (1852-1923), was hij "een allerliefste jongen, vriendelijk en voorkomend, werkzaam en vlug van verstand, de lieveling van allen". Van Tets was lid van het geslacht Van Tets en een zoon van jhr. mr. Dirk Arnold Willem van Tets van Goudriaan (1844-1930) en Henriette Marie Sophie barones Schimmelpenninck van der Oye (1856-1925), vrouwe van Heerjansdam. Zijn vader was tussen 1893 en 1905 buitengewoon gezant en gevolmachtigd minister te Berlijn alvorens in 1905 minister van Buitenlandse Zaken te worden in het kabinet-De Meester. Zijn moeder was vanaf 1908 Dame du Palais van koningin Wilhelmina. Van Tets had een oudere broer en twee jongere zussen.

### Naenia
Boutens werkte vanaf 1894 als docent klassieke talen op Noorthey. Hij bleek zeer aangedaan door het overlijden van Van Tets en schreef meteen het gedicht 'In memoriam' dat hij publiceerde in De Gids. Later zou het worden opgenomen in zijn  bundel Praeludiën (1902). In 1902 begon Boutens aan het veel langere gedicht Naenia, het Oudgriekse woord voor lijkdicht, ter herinnering aan de jonggestorvene. In datzelfde jaar trad hij in onderhandeling met de Haarlemse drukkerij Koninklijke Joh. Enschedé om het gedicht te laten drukken in een oplage van tien exemplaren. Boutens schakelde ook de kunstenaar Jan Toorop (1858-1928) in, die twee initialen voor de uitgave ontwierp. In enkele exemplaren kleurde Toorop de initialen met de hand, en bracht hij omlijstingen aan.
In mei 1903 verscheen dan Naenia; tot de gedachtenis van Willem van Tets; waarbij zijn herdrukt de strofen In memoriam; geschreven van 12-18 juni 1900 en nu gegeven aan George van Tets. Parit Crux Beatos. George van Tets was de genoemde oudere broer van Willem: jhr. mr. George Catharinus Willem van Tets, heer van Oud- en Nieuw Goudriaan, (1882-1948), eveneens leerling op Noorthey en later directeur van het Kabinet der Koningin. De uitgave vermeldt geen auteursnaam, maar de woorden Parit Crux Beatos ("Het Kruis brengt gelukzaligen voort") sluiten Boutens' initialen P.C.B. in zich.

### De uitgave
De oplage van de uitgave staat niet vast. Volgens het colofon bedraagt die twaalf exemplaren; Boutens zelf spreekt van dertien. De briefwisseling met de firma Enschedé suggereert dat veertien exemplaren zijn gedrukt. Een aantal exemplaren werd gebonden in heelperkament en sommige hebben met de hand ingekleurde initialen. Het exemplaar in de Koninklijke Bibliotheek heeft nog andere versieringen van de hand van Toorop zelf.
In 2005 waren elf exemplaren achterhaald, die tezamen in het Museum van het Boek (Meermanno) werden geëxposeerd. Vijf ervan bevinden zich in openbaar bezit; het exemplaar in Meermanno is afkomstig van de kunsthistoricus T.H. Fokker (1880-1956). Boutens had zelf een exemplaar van 'Naenia' dat was verluchtigd met illustraties van Toorop; dit exemplaar wordt nu bewaard in de Koninklijke Bibliotheek in Den Haag.

## Indruk (exemplaar  Koninklijke Bibliotheek)

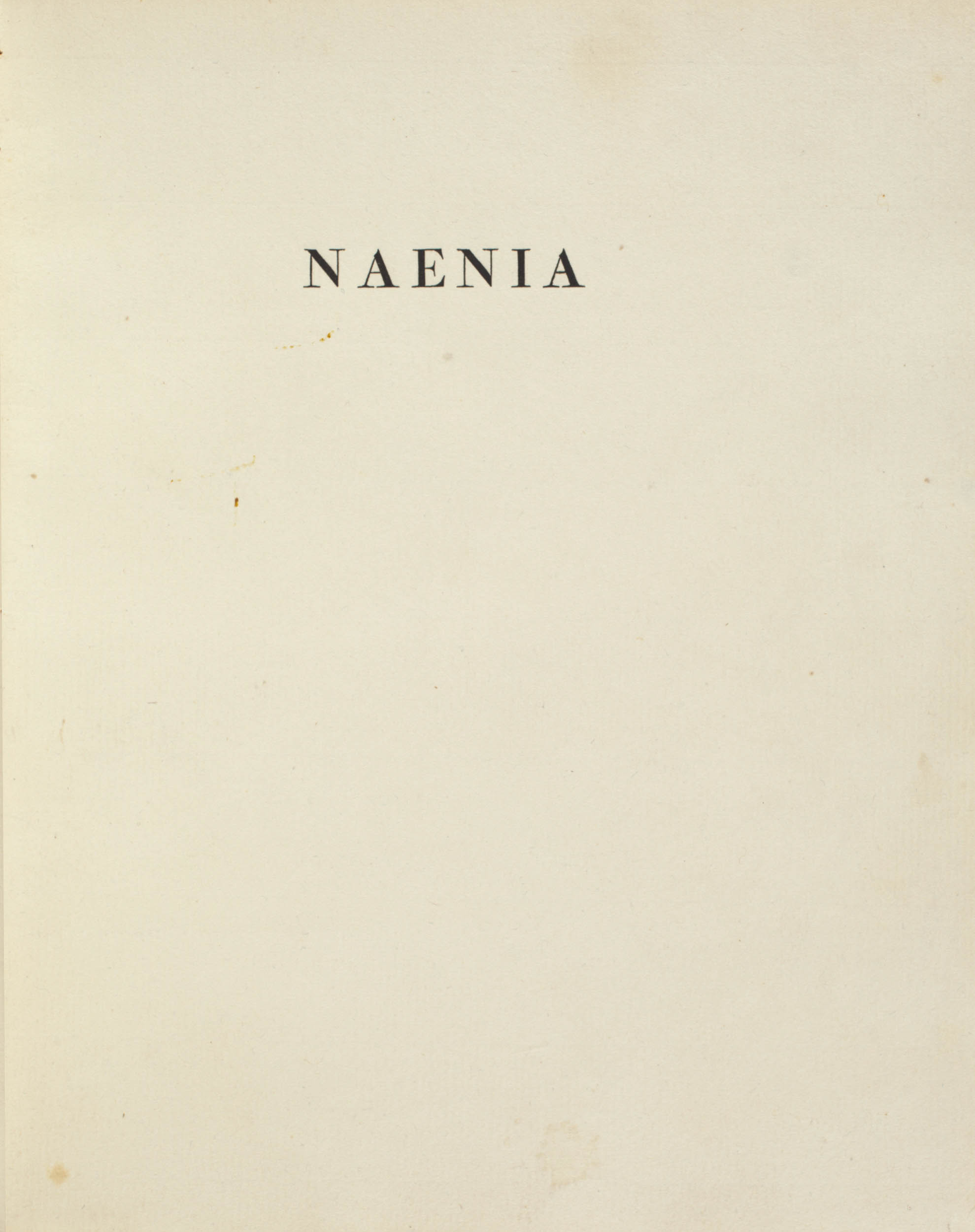
Titelpagina
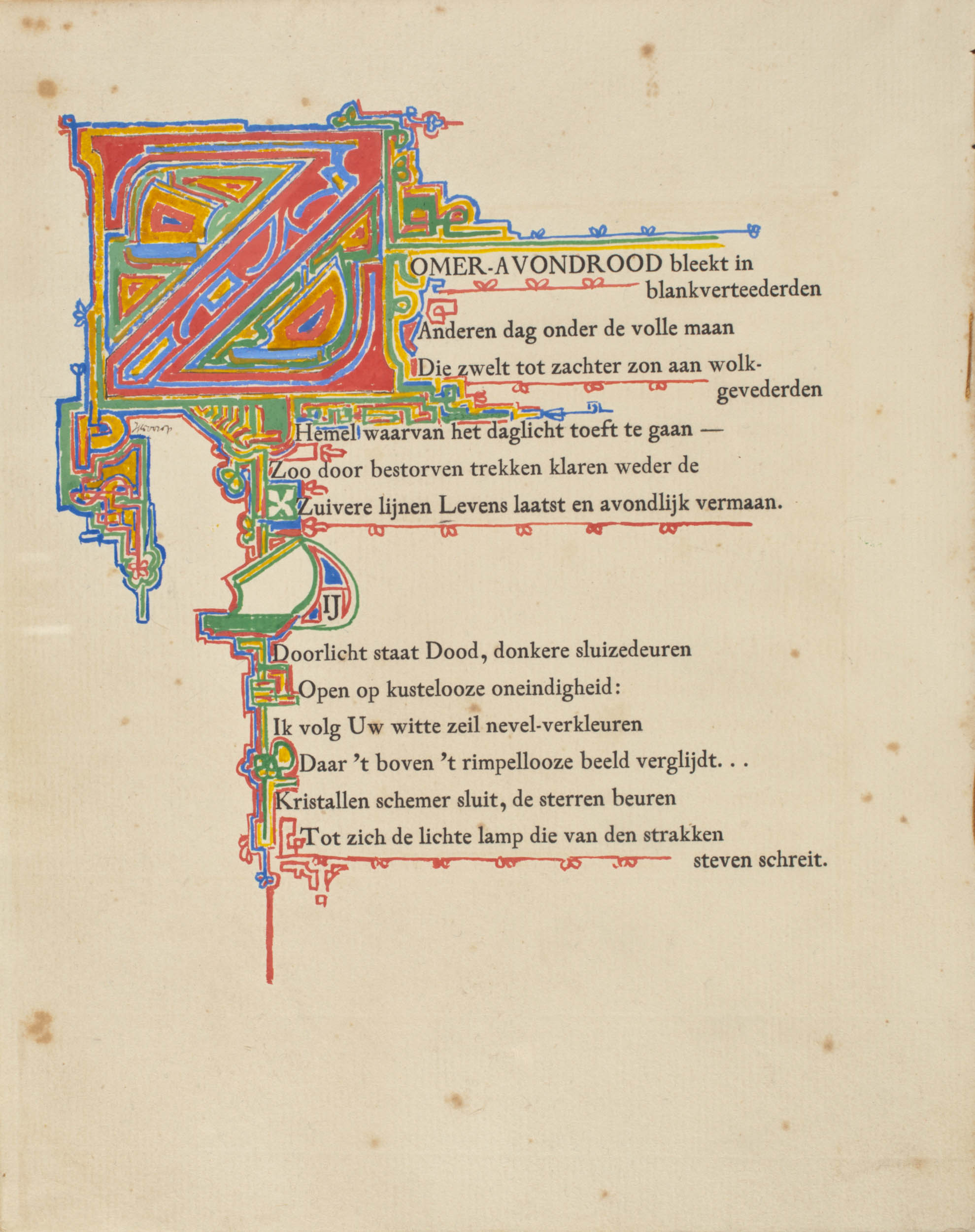
Na de Titelpagina
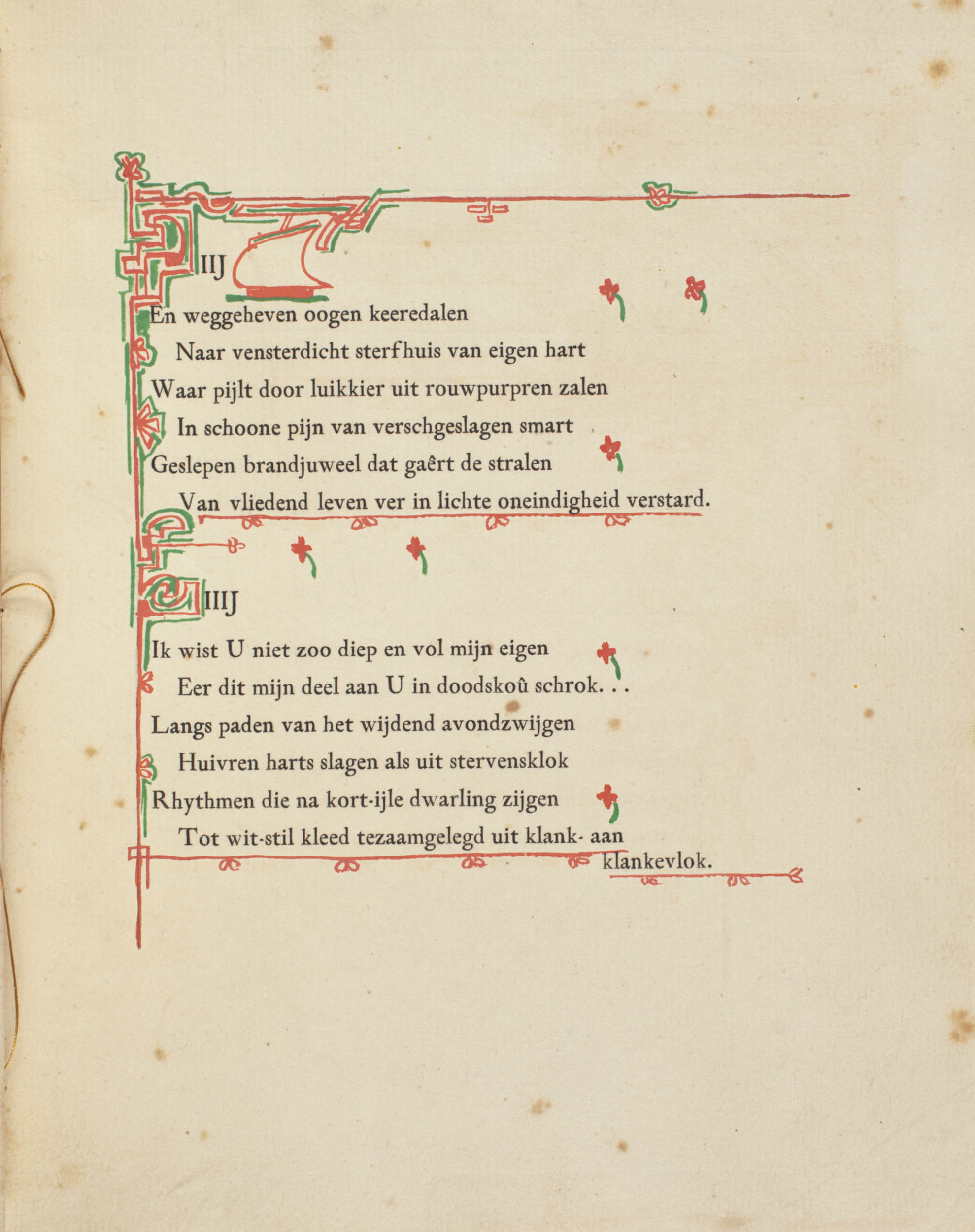
p. 001r
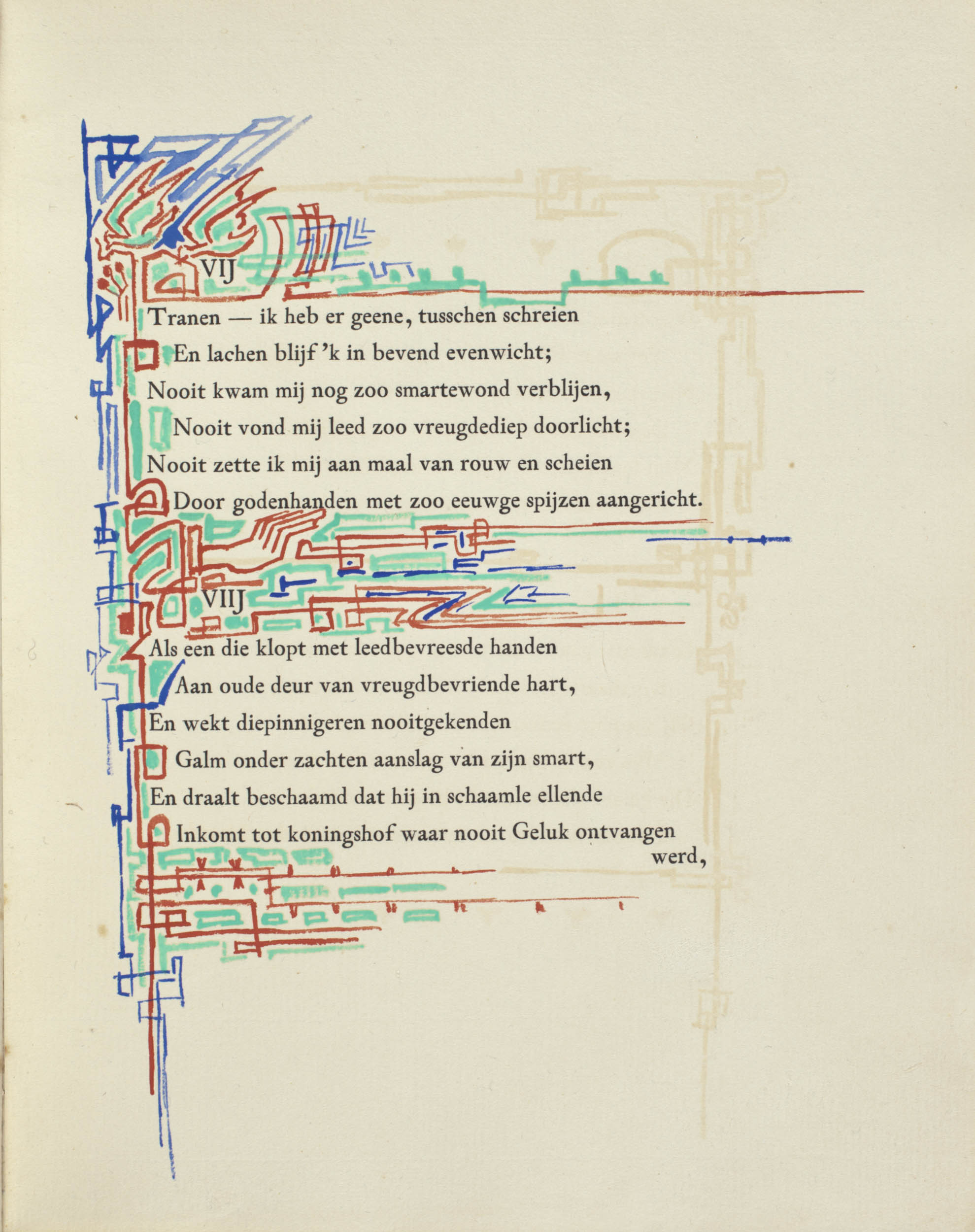
p. 002r
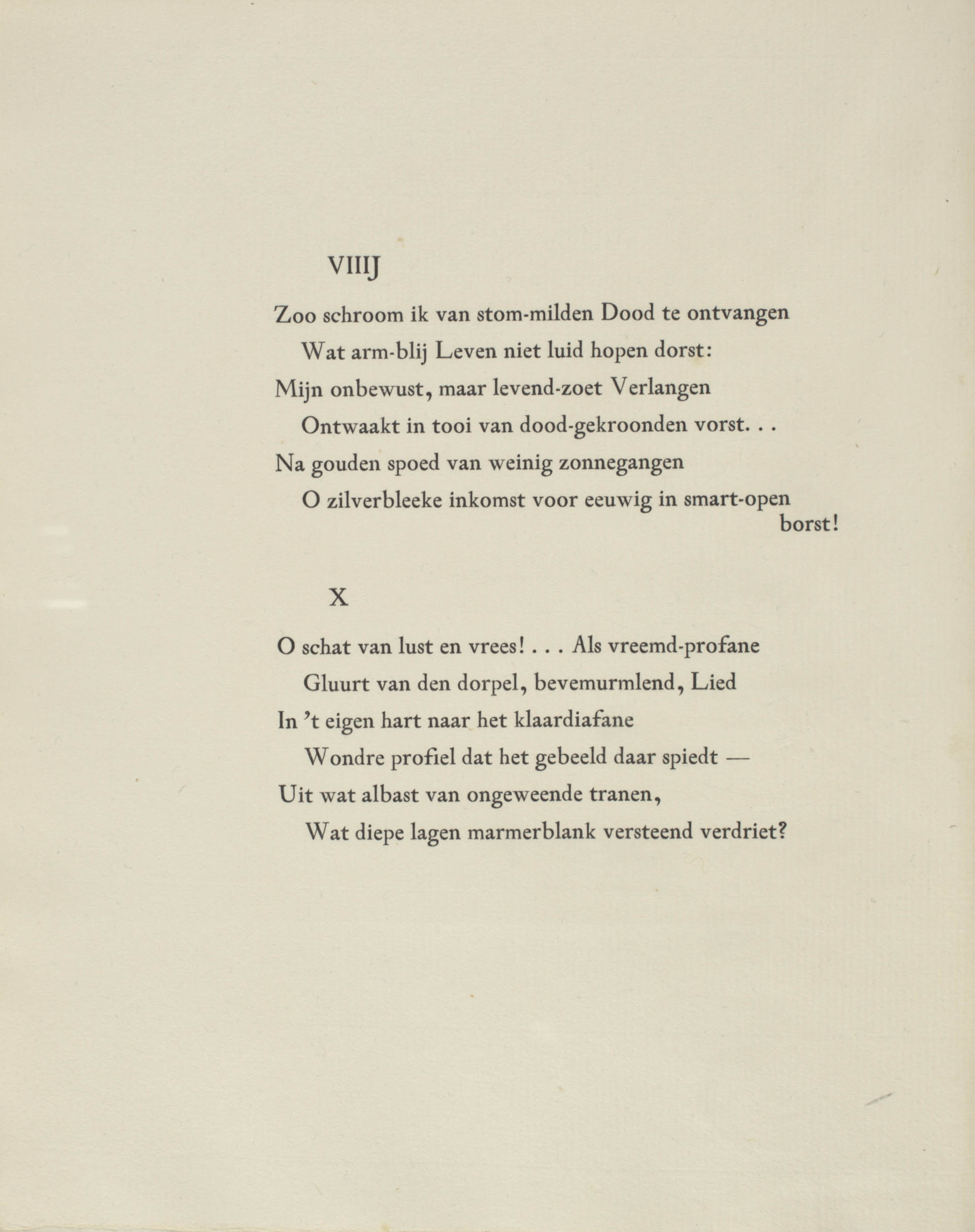
p. 002v
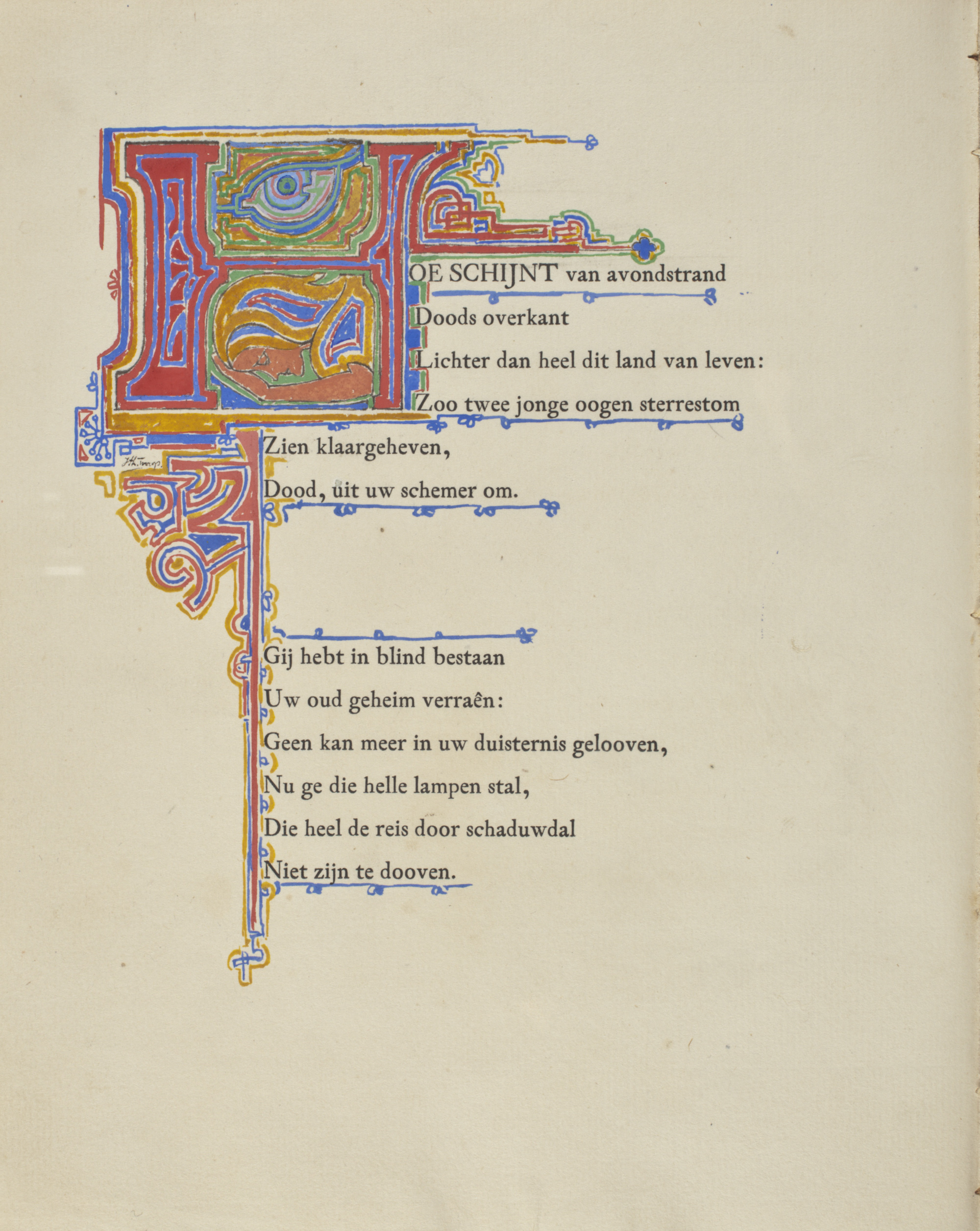
p. 014v